# Vräkning

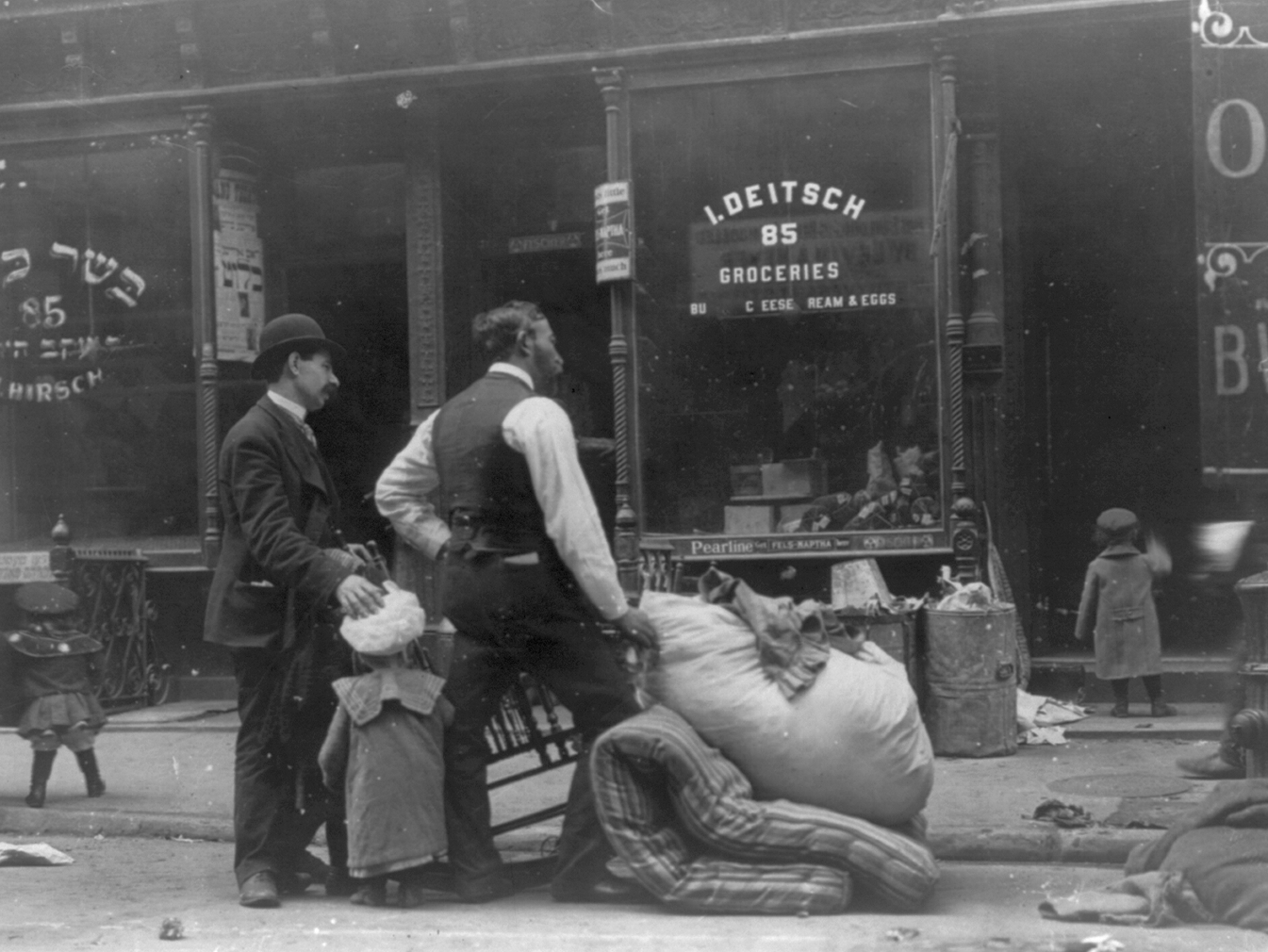
Två män och ett barn står på gatan efter en vräkning i New York cirka 1910.

Vräkning innebär att någon tvingas flytta från en lägenhet eller annan bostad, till exempel på grund av störande levnad, tvångsförsäljning eller obetald hyra.

## Vräkningar i Sverige
Vräkning utförs i Sverige av Kronofogdemyndigheten, eventuellt med hjälp av polisen. Hemkommunens socialkontor kan ibland sedan bistå med hjälp att skaffa en tillfällig bostad åt den som inte har någon bostad själv.
2008 ställde Regeringen Reinfeldt upp en nollvision för vräkning av barnfamiljer vilket resulterade i att antalet vräkningar där barn berörs minskade kraftigt under flera år. 2018 ökade de och 448 barn berördes av vräkningar.